# إسحاق فانوس
ايزاك فانوس (19 ديسمبر 1919 - 14 يناير 2007)، من رواد الفن القبطي المعاصر في مصر. ابن قرية صغيرة تتبع أبا الوقف في مركز مغاغة بالمنيا. ولد في 19 ديسمبر سنة 1919 وينتمى وإلى عائله بـ (أبا الوقف)
والده كان من كبار رجال تجارة الأقمشة في الحمزاوي بالأزهر وكان والده يحب القراءة.
نشأ في منزل يعشق الفن وكانت والدته تشجع أبناءها على حب الفنون، ومن هذا الجو المحب للثقافة والفن أصبح أخيه الأكبر فناناً فوتوغرافياً يعمل مع المصور رياض شحاتة مصور الملك فؤاد والأخ الثاني درس الفنون وكان في آخر أيامه مديراً لمتحف مختار
حصل على البكالوريا من مدرسة الخُرنفش الفرنسية والتحق بكلية الفنون التطبيقية وتخرج عام 1941 وكان أول دفعته وحصل على دبلوم المعلمين من معهد التربية الفنية للمعلمين سنة 1943 وعمل مدرساً للرسم في مدارس شبرا
تعرف على الفنان راغب عياد بالمتحف القبطي وعرًّفه على بطرس باشا سميكة الذي أعطاه فرصة التواجد للعمل بعض ساعات بالمتحف القبطي فعرف وقتها عمالقة القبطيات مثل المهندس حنا سميكة والفنان يسى عبد المسيح ود. رؤوف حبيب،
التحق بمعهد الدراسات القبطية (تأسس في 21 يناير 1954) وكان حبه للفن القبطي حافزه على التفوق وعرف وقتها د. سامي جبره. ونصحه أستاذه في فن المزييك والفريسك والرسم القبطي يوسف عفيفي أن يبتعد عن الغربيات ويحتفظ بريشته القبطية المصرية الأصيلة
في عهدالبابا كيرلس السادس سافروثلاثة من رفاقه في بعثه إلى فرنسا بعد أن طلب من عبد الناصر السماح لطلبه وأساتذة معهد الدراسات القبطية للسفر في بعثات للخارج.
بعد عودته إلى مصر بدأ رحلته ومشواره الكبير مع الفن القبطي، بداية أعماله كانت في الإسكندرية بكنيسة أبى كير ويوحنا وبعدها كنيسة العذراء بالجولف وجاردن سيتي ومزار مار مرقس بالكاتدرائية والأنبا بيشوي بكلوت بك والكثير من الكنائس والأديرة بأعمال الفريسك والموزييك والأيقونات القبطية والزجاج المعشق بالرصاص
- اختاره يوحنا بابا روما لرسم كاتدرائية الكاثوليك بمدينة نصر كانت أعمال الموزييك على مساحة 200متر مسطح خلاف الزجاج المعشق بالرصاص [1]
- كان رئيس قسم الفن بمعهد الدراسات القبطية

في صلاة جنائزية مهيبة يوم الاثنين 15يناير2006-ودعت الكنيسة القبطية ومحبو الفني القبطي الفنان العالمي د.إيزاك فانونس بعد رحلة عطاء طويلة أثري فيها الفن القبطي بإبداعه المتميز وتطويره لشكل الأيقونة القبطية وبما قدمه من أيقونات ورسومات بكنائس وأديرة مصر وبالكنائس القبطية في لندن والولايات المتحدة الأمريكية وكندا وروما وعمله وعطاؤه في تلمذه جيل من المبدعين علي الفن القبطي الحديث.
أناب البابا شنودة الثالث في حضور صلاة الجنازة التي أقيمت بالكنيسة البطرسية بالعباسية أصحاب النيافة الأنبا بطرس الأسقف العام,ونيافة الأنبا بيسنتي أسقف حلوان والمعصرة,والأنبا دانيال أسقف عام كنائس المعادي كما حضر الصلاة السفير البريطاني وعميد معهد الدراسات القبطية,وأعضاء مجلس المعهد,وهيئات التدريس,واتحاد الطلاب,والدارسون بالمعهد.
ألقي بيسنتي كلمة عزاء نقل فيها إلي الأسرة تعزيات البابا شنودة الثالث وتحدث فيها عن مكانة الراحل العظيم ودوره في إحياء الفن القبطي.

## جوائز
- الميدالية الذهبية من معهد الدراسات الشرقية بفينيسيا عام 1987
- منحه البابا شنودة الثالث (بابا الإسكندرية) عام 1984 شهادة الدكتوراة الفخرية على مجمل أعماله وتقديرًا لمشواره

## وفاته
توفي إيزاك فانوس في 14 يناير 2007.

## مواضيع مرتبطة
- كنيسة قبطية أرثوذكسية
- معهد الدراسات القبطية

## وصلات خارجية
- إسحاق فانوس على موقع أرشيف الشارخ.
- إيزاك فانوس والرسم من القلب
- لوحيات موزاييك حائطية للفنان إيزاك فانوس في كنيسة الأنبا تكلا هيمانوت، الإسكندرية، مصر

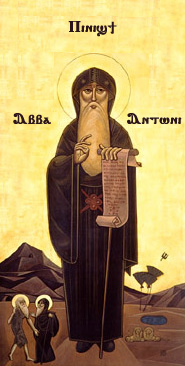
ايقونه قبطيه القديس أنطونيوس الكبير
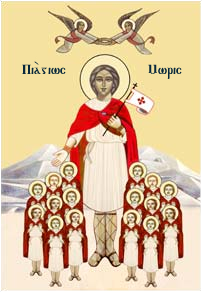
ايقونه قبطيهالقديس موريس